# Мадейранска вълнолюбка
Мадейранска вълнолюбка (Oceanodroma castro) е вид птица от семейство Hydrobatidae.

## Разпространение и местообитание
Разпространен е в Еквадор, Екваториална Гвинея, Испания, Кабо Верде, Кирибати, Колумбия, Коста Рика, Мавритания, Мароко, Маршалови острови, Мексико, Португалия, Сао Томе и Принсипи, САЩ, Света Елена, Възнесение, Тристан да Куня, Северни Мариански острови, Сенегал и Япония.